# Kot Diji
Kot Diji (en ourdou : کوٹ ڈیجی) est une ville pakistanaise située dans le district de Khairpur, dans le nord de la province du Sind. C'est la cinquième plus grande ville du district. Elle est située à près de vingt kilomètres au sud de Khairpur.
Kot Diji est également un site antique datant de la civilisation de la vallée de l'Indus.
La population de la ville a été multipliée par plus de quatre entre 1972 et 2017, passant de 9 519 habitants à 37 538. Entre 1998 et 2017, la croissance annuelle moyenne s'affiche à 2,9 %, supérieure à la moyenne nationale de 2,4 %. Selon le recensement de 2023, la population de la ville descend un peu, à 36 418 habitants.
|            | 1972 (rec.) | 1981 (rec.) | 1998 (rec.) | 2017 (rec.) | 2023 (rec.) |
| ---------- | ----------- | ----------- | ----------- | ----------- | ----------- |
| Population | 9 519       | 12 256      | 21 752      | 37 538      | 36 418      |